# Ácido selenoso
Ácido selenoso (ou ácido selenioso) é o composto químico com a fórmula H
2SeO
3
. Estruturalmente, é mais precisamente descrito por O=Se(OH)
2
. É o principal oxiácido do selênio; o outro é o ácido selênico.
Predefinição:Infobox drug

## Formação e propriedades
O ácido selenoso é análogo ao ácido sulfuroso, mas é mais facilmente isolado. O ácido selenoso é facilmente formado pela adição de dióxido de selênio à água. Como um sólido cristalino, o composto pode ser visto como moléculas piramidais que são interconectadas com ligações de hidrogênio. Em solução, é um ácido diprótico:
H
2SeO
3 ⇌ H+
 + HSeO–
3
  (pKa = 2.62)
HSeO–
3 ⇌ H+
 + SeO2–
3
  (pKa = 8.32)
É moderadamente oxidante por natureza, mas cineticamente lento. Em 1 M H+

:
H
2SeO
3 + 4 H+
 + 4 e–
 ⇌ Se + 3 H
2O
  (Eo = +0.74 V)
Em 1 M OH–

:
SeO2–
3 + 4 e–
 + 3 H
2O ⇌ Se + 6 OH–

  (Eo = −0.37 V)
O ácido selenoso é higroscópico. É também o único ácido de estrutura H
2XO
3
 conhecido que pode ser isolado como um composto puro e bem caracterizado.[carece de fontes?]

## Usos
O uso principal é na proteção e mudança da cor do aço, especialmente peças de aço em armas de fogo. O chamado processo de azulamento a frio usa ácido selenoso, nitrato de cobre (II) e ácido nítrico para mudar a cor do aço de cinza prateado para cinza azulado ou preto. Procedimentos alternativos usam sulfato de cobre e ácido fosfórico. Este processo deposita um revestimento de seleneto de cobre e é fundamentalmente diferente de outros processos de azulamento que geram óxido de ferro preto. Algumas lâminas de barbear mais antigas também eram feitas de aço azulado.
Outro uso para o ácido selenioso é o escurecimento químico e a patinação de cobre, latão e bronze, produzindo uma rica cor marrom escura que pode ser ainda mais realçada com abrasão mecânica. [carece de fontes?]
É usado em síntese orgânica como um agente oxidante para a síntese de compostos 1,2-dicarbonílicos , por exemplo, na preparação laboratorial de glioxal (oxaldeído) a partir de acetaldeído.
O ácido selenioso é um componente chave do reagente de Mecke usado para verificação de drogas.checking.

### Médico
O ácido selenoso pode fornecer o oligoelemento indicado em humanos como fonte de selênio.

## Efeitos na saúde
Como muitos compostos de selênio, o ácido selenoso é altamente tóxico em quantidades excessivas, e a ingestão de qualquer quantidade significativa de ácido selenoso é geralmente fatal, no entanto, é uma fonte alimentar aprovada em quantidades adequadas. Os sintomas de envenenamento por selênio podem ocorrer várias horas após a exposição, e podem incluir estupor, náusea, hipotensão grave e morte.